# Chuadanga

Chuadanga är en stad vid floden Mathabhanga i västra Bangladesh, och tillhör Khulnaprovinsen. Folkmängden uppgick till 85 786 invånare 2011, på en yta av 37,37 km². Hela storstadsområdet hade 128 865 invånare 2011, på en yta av 69,02 km². Chuadanga fick stadsrättigheter 1960 som town committee, vilket ombildades till paurashava 1972. Man tror att stadens namn kommer från Chua Malik, en inflytelserik man som bodde i området.